# Стефан (Тольос)
Митрополи́т Стефа́н (греч. Μητροπολίτης Στέφανος, в миру Аристоте́лис То́льос, греч. Αριστοτέλης Τόλιος; род. 1960, Элефтеруполис) — епископ Константинопольской православной церкви, митрополит Филиппский (с 2017).

## Биография
Родился в 1960 году в Элефтеруполисе в номе Кавала на севере Греции.
В 1983 году окончил богословский факультет университета Аристотеля в Салониках.
В 1984 году был принят в Феодоровский монастырь в Фессалониках, где 15 февраля 1984 года митрополитом Фессалоникийским Пантелеимоном (Христофакисом) был хиротонисан во диакона. Диаконское служение проходил в церкви Панагиа Дексиа на улице Святого Димитрия в Салониках.
27 декабря 1984 года митрополитом Фессалоникийским Пантелеимоном был хиротонисан во пресвитера и возведён в достоинство архимандрита. В течение десяти лет был наместником Феодоровского монастыря в Салониках, а также настоятелем византийской церкви Святых Апостолов (1984—1994).
В 1994 году назначен заведующим паломническим отделом митрополии, а также служенил в церкви Святой Софии (1994—2017) в Салониках. Кроме того, с 1989 года был ответственным за студентов богословского факультета университета Аристотеля в Салониках, разработав ряд педагогических программ.
6 октября 2017 года Священным Синодом Элладской православной церкви был избран для рукоположения в сан митрополита Филиппского.
8 октября 2017 года в храме Святого Димитрия состоялась его архиерейская хиротония в которой приняли участие митрополиты Солунский Анфим (Руссас), Мелетский Апостол (Вулгарис), Верийский Пантелеимон (Калпакидис), Ксантийский Пантелеимон (Калафатис), Авлонский Христодул (Мустакис), Вресфенский Феоклит (Кумарьянос), Трипольский Феофилакт (Дзумеркас) (Александрийский патриархат), Иконийский Феолипт (Фенерлис), Сироский Дорофей (Поликандриотис), Сидирокастрский Макарий (Филофеу), Зихнийский Иерофей (Цолиакос), Элефтерупольский Хризостом (Авайянос), Сервийский Павел (Папалексиу), Александрупольский Анфим (Кукуридис), Неапольский Варнава (Тирис), Илиупольский Феодор (Димитриу) (Александрийский патриархат), Лангадский Иоанн (Тассьяс), Маронийский Пантелеимон (Мутафис), Китруский Георгий (Хризостому), Янинский Максим (Папаяннис), Фессалиотидский Тимофей (Антис), Гревенский Давид (Дзюмакас), Трикийский Хризостом (Насис) и епископ Фермский Димитрий (Грольос).
В начале сентября 2022 года по его приглашению в епархию прибыл предстоятель ПЦУ митрополит Епифаний, а также предстоятели Константинопольской церкви и Церкви Греции, которые совершили совместные богослужения.
Владеет греческим (родной), английским и французским языками.
Вошёл в «Список сослуживших с украинскими раскольниками иерархов Элладской Православной Церкви», распространённый циркулярным письмом Московской патриархии 8 ноября 2022 года, «с кем не благословляется молитвенное и евхаристическое общение и в епархии которых также не благословляется совершение паломнических поездок».